# Fritillaria viridea
Fritillaria viridea là một loài thực vật có hoa trong họ Liliaceae. Loài này được Kellogg miêu tả khoa học đầu tiên năm 1863.